# Louise Peterhoff
Louise Elisabeth Peterhoff (født 12. maj 1977) er en svensk skuespillerinde. Hun er uddannet ved Kungliga Svenska Balettskolan og Teaterhögskolan i Stockholm.
Peterhoff har for eksempel medvirket i tv-serier som Skeppsholmen, Ægte mennesker, Broen og Det som skjules i sneen.

## Udvalgt filmografi
- Noget levende til Lamme-Karl (1989)
- Skeppsholmen (tv-serie, 2003)
- Anno 1790 (tv-serie, 2011)
- Call Girl (2012)
- Ægte mennesker (tv-serie, 2013-2014)
- Blå øjne (tv-serie, 2014-2015)
- Broen (tv-serie, 2015)
- Audition (kortfilm, 2015)
- Det som skjules i sneen (tv-serie, 2018-2021)
- Midsommar (2019)
- Amningsrummet (tv-serie, 2020)
- Killing Small Animals (kortfilm, 2020)
- Fredsmægleren (tv-serie, 2021)
- 100 årstider (2023)